# Ложемент (фортифікація)
Ложемент  — фортифікаційний термін XIX століття, позначає неглибокі стрілецьких окопи, що призначався для ведення вогню лежачі, та з коліна.  Протягом деякого часу термін ложемент застосовувався також для позначення окопів під окремі артилерійські гармати, які спочатку називалися «гарматними ложементами», а трохи пізніше — «артилерійськими ложементами». Крім цього мав ходіння термін мінний ложемент, тобто котлован, звідки мінним спуском велася мінна галерея .
Ложементи часто створювалися, для підсилення основної оборонної лінії, за звичай при обороні фортець, редутів та ін. фортифікаційних об'єктів оборони. Деякими дослідниками термін вважається застарілим, і таким що не застосовується, про те його інколи можна зустріти і в сучасній військовій літературі.